# Hylte/Halmstad VBK
Hylte/Halmstad VBK (lub Hylte/Halmstad Volley, w skrócie H/H Volley) – szwedzki klub siatkarski mający siedziby w Halmstad i Hyltebruk. Powstał w 2012 roku z połączenia dwóch klubów: Hylte VBK oraz IF Halmstad Volley. Hylte VBK utworzony został w 1980 roku. Hylte/Halmstad VBK (włączając osiągnięcia Hylte VBK) dwanaście razy został mistrzem Szwecji, osiem razy zwyciężył w Grand Prix i raz zdobył puchar ligi.
Swoje mecze domowe rozgrywa w dwóch obiektach: Örnahallens Hälsocenter w Hyltebruk oraz Halmstad Arena w Halmstad.

## Historia
W latach 50. siatkówka w regionie Halland rozwijała się przy stowarzyszeniu Drängsereds GoIF. W 1980 roku powstał Hylte Volley Bollklubb. Pierwsze sukcesy w seniorskiej siatkówce klub osiągnął w latach 90. W sezonach 1990/1991 oraz 1993/1994 zajął 1. miejsce w fazie zasadniczej Elitserien. W 1995 roku po raz pierwszy został mistrzem Szwecji. Sukces ten powtórzył w latach 1996, 2000, 2001, 2005 i 2006. Czterokrotnie zdobył także puchar za zwycięstwo w Grand Prix (2000, 2001, 2005, 2008).
25 czerwca 2012 roku Hylte Volley Bollklubb połączył się z IF Halmstad Volley, tworząc Hylte/Halmstad Volleybollklubb. Od tego czasu męski zespół sześciokrotnie został mistrzem Szwecji (2013, 2018, 2021, 2022, 2023, 2024) oraz czterokrotnie zwyciężył w Grand Prix (2013, 2021, 2023, 2024). W 2012 roku zdobył także puchar ligi.

## Udział w europejskich pucharach
| Sezon     | Rozgrywki                 | Osiągnięcie |
| --------- | ------------------------- | ----------- |
| 1991/1992 | Puchar Zdobywców Pucharów | I runda     |
| 1993/1994 | Puchar CEV                | II runda    |
| 2001/2002 | Puchar Top Teams          | I runda     |
| 2001/2002 | Puchar CEV                | II runda    |
| 2002/2003 | Puchar Top Teams          | I runda     |
| Źródło:   |                           |             |

## Osiągnięcia
Mistrzostwa Szwecji:
- 1. miejsce (12x): 1995, 1996, 2000, 2001, 2005, 2006, 2013, 2018, 2021, 2022, 2023, 2024[7]
- 2. miejsce (3x): 2007, 2019, 2025
- 3. miejsce (1x): 2016

 Grand Prix:
- 1. miejsce (8x): 2000, 2001, 2005, 2008, 2013, 2021, 2023, 2024
- 2. miejsce (8x): 2002, 2003, 2006, 2007, 2016, 2017, 2018, 2019
- 3. miejsce (2x): 2014, 2025

 Puchar Ligi Szwedzkiej:
- 1. miejsce (1x): 2012

 Superpuchar Szwecji:
- 1. miejsce (2x): 2023, 2024